# パルフェ おねロリ百合アンソロジー
『パルフェ おねロリ百合アンソロジー』（パルフェ おねロリゆりアンソロジー）とは、一迅社より発売されているお姉さんと少女の年の差カップルを集めたアンソロジーコミック（書籍扱いコミックス）である。

## 概要
2017年8月にコミック百合姫（一迅社）の企画により制作されることが発表され、2017年9月に第1弾が発売された。
その後、2018年6月には第2弾、2019年5月には第3弾、2020年5月には第4弾である「ストロベリーパルフェ」、2021年6月には第5弾である「アップルパルフェ」が発売された。

## 特徴
「おねロリ」とは、お姉さん（おね）と少女（ロリ）という年の差カップリングのことである。
掲載作品は全編書き下ろしの読み切り形式となっている。少しビターな作品から甘々な作品まで、個性豊かな短編が収録されている。

## 第1弾
2017年9月15日発売。カバーイラストは伊藤ハチが手がけた。

### 収録内容

#### イラスト
- irua
- 香川悠作

#### 漫画
- 伊藤ハチ 『アリアのたまご』
- なもり 『ともだちのいもうとさん』
- 竹宮ジン 『メロンメロン』
- 野中友 『おとなですから!』
- irua 『ファーストキスの味』
- 竹嶋えく 『スーパーメイドにお任せください!』
- 嵩乃朔 『姫騎士と使い魔』
- 焔すばる 『お嬢様はワガママのままで』
- いちごイチエ 『天使の中毒性』
- 黄井ぴかち 『その言葉が嬉しくて』
- 玉崎たま 『あの娘がほしい』

## 第2弾
2018年6月29日発売。カバーイラストはマルイノが手がけた。

### 収録内容

#### イラスト
- 未幡
- Hitoto*

#### 漫画
- 竹嶋えく 『ユーリのせんせい』
- めの 『桃ちゃんは毎日うちにやってくる』
- 藤枝雅 『おちたよ★レアドロさん』
- 嵩乃朔 『おねえちゃんの理性がたいへんです』
- 竹宮ジン 『先生!おしえて?』『先生!おねがい!』
- tMnR 『君の思い出になりたい』
- 玉崎たま 『あの子はとりこ』
- 焔すばる 『しみりちゅーず』
- irua 『声はいらない』
- もけ 『そしてまたいつか。』
- おぎ 『こどもとコドモ』
- 長代ルージュ 『でしいり!』
- げしゅまろ 『かわいすぎるさきちゃんは罪深い』
- 岩見樹代子 『半透明少女遺伝子』
- 伊藤ハチ『姉の秘密』

## 第3弾
2019年5月31日発売。カバーイラストはしぐれういが手がけた。

### 収録内容

#### イラスト
- 椎名くろ
- kobuta

#### 漫画
- 伊藤ハチ 『鬼さんとごはん』
- めの 『メリクリ(仮)』
- みやびあきの 『孤独な二人』
- 辻柚那 『妹ゴコロと姉ゴコロ』
- 久川はる 『ハジメテのしたぎ』
- 山田あこ 『日向を過ぎても』
- 七坂なな 『はじめてのペディキュア』
- 嵩乃朔 『猫とひだまりと少女』
- さかさな 『今日はあなたの雪の果て』

## 第4弾 ストロベリーパルフェ
2020年5月27日発売。カバーイラストははねことが手がけた。

### 収録内容

#### イラスト
- ゆあま

#### 漫画
- 竹嶋えく 『お姉ちゃんは変わってる』
- さかなや 『マイプリンセス』
- めの 『これはフィクションです!』
- 篠ヒロフミ 『のんちゃんのコーヒー』
- くもすずめ 『私の先生は魔法使い』
- 和泉キリフ 『おとなりエンジェルズ』
- いちごイチエ 『私のおねいちゃんはうるさい!』
- 寺山電 『姪に殺されるかもしれない』
- さかさな 『まよいどり』
- 伊藤ハチ 『自由への逃亡』

## 第5弾 アップルパルフェ
2021年6月30日発売。カバーイラストはかわくが手がけた。

### 収録内容

#### イラスト
- かわく

#### 漫画
- 伊藤ハチ 『ましろちゃんの未来の恋人』
- 缶乃 『絶対にバレてはいけない葬式24時』
- 寺山電 『香りと影』
- はづき 『ふたりの居場所』
- 和泉キリフ 『妹ちゃんの大好きなもの』
- kurimo. 『こまちゃんとせんせいのじかん』
- 政長 『だめなひと』
- さかさな 『一畳春夢』

## 書誌情報
- 『パルフェ おねロリ百合アンソロジー』一迅社 2017年9月15日発売[8] ISBN 978-4-7580-7730-9
- 『パルフェ2 おねロリ百合アンソロジー』一迅社 2018年6月29日発売[9] ISBN 978-4-7580-7828-3
- 『パルフェ3 おねロリ百合アンソロジー』一迅社 2019年5月31日発売[10] ISBN 978-4-7580-7940-2
- 『ストロベリーパルフェ おねロリ百合アンソロジー』一迅社 2020年5月27日発売[11] ISBN 978-4-7580-2117-3
- 『アップルパルフェ おねロリ百合アンソロジー』一迅社 2021年6月30日発売[12] ISBN 978-4-7580-2268-2